# Escucha dicótica
La escucha dicótica o la prueba de Escucha Dicótica es una prueba psicológica comúnmente usada para investigar la atención selectiva dentro del sistema auditivo y el subtema de la psicología cognitiva y la neurociencia. Específicamente, se utiliza como prueba de comportamiento para la lateralización hemisférica de la percepción del sonido del habla.": 381 
Durante una prueba de audición dicótica estándar, a un participante se le presentan dos estímulos auditivos diferentes simultáneamente (usualmente el habla).Los diferentes estímulos se dirigen a diferentes oídos a través de auriculares. Se pide a los participantes que presten atención a uno o ambos estímulos. Más tarde, se les pregunta sobre el contenido del mensaje que se les pidió que atendieran o el mensaje que no se les dijo que escucharan. Como resultado del enfoque para repetir las palabras, los participantes notaron poco del mensaje al otro oído, a menudo sin darse cuenta de que en algún momento cambió de inglés a alemán. Al mismo tiempo, los participantes notaron cuando la voz en el oído desatendido cambió de un hombre a una mujer, lo que sugiere que la selectividad de la conciencia puede trabajar para sintonizar cierta información .
La escucha dicótica también se relaciona a la tercera propiedad básica de la conciencia: Selectividad que es la capacidad de incluir algunos objetos pero no otros.

## Historia
A fines de la década de 1960 y principios de la década de 1970, Donald Shankweiler y Michael Studdert-Kennedy de Haskins Laboratories utilizaron una técnica de escucha dicótica (presentando diferentes sílabas sin sentido) para demostrar la disociación de la percepción fonética (habla) y auditiva (no habla) encontrar que la estructura fonética sin significado es una parte integral del lenguaje y generalmente se procesa en el hemisferio cerebral izquierdo. Una ventaja de rendimiento de escucha dicótica para un oído se interpreta como una ventaja de procesamiento en el hemisferio contralateral. En otro ejemplo, Sidtis (1981) encontró que los adultos sanos tienen una ventaja en el oído izquierdo en un experimento de reconocimiento de tono dicótico. Interpretó este resultado como indicativo del dominio del hemisferio derecho para la discriminación de tono.
A principios de la década0
de 1970, Tim Rand demostró una percepción dicótica en los Laboratorios Haskins. En su estudio, los primeros estímulos: formantes (F1) se presentaron en una oreja, mientras que los estímulos (F2) y (F3) se presentaron en la oreja opuesta. F2 y F3 variaron en baja y alta intensidad. En última instancia, en comparación con la condición binaural, "el enmascaramiento periférico se evita cuando el habla se escucha de forma dicótica". Esta demostración se conoció originalmente como "el efecto Rand", pero más tarde se denominó "liberación dicótica del enmascaramiento". El nombre de esta demostración continuó evolucionando y finalmente se llamó "percepción dicótica" o "escucha dicótica". Casi al mismo tiempo, Jim Cutting (1976), un investigador de los Laboratorios Haskins, investigó cómo los oyentes podían identificar correctamente las sílabas cuando diferentes componentes de la sílaba se presentaban en diferentes oídos. Los formantes de los sonidos vocales y su relación son cruciales para diferenciar los sonidos vocálicos. A pesar de que los oyentes escucharon dos señales separadas sin que el oído recibiera un sonido de vocal 'completo', aún podían identificar los sonidos de sílabas.

## Diseños del test de escucha dicótica

### Prueba de palabras dicóticas fusionadas
La prueba de palabras dicóticas fusionadas es una versión modificada del test básico de escucha dicótica. Fue originalmente explorado por Johnson et al. (1977) but in the early 80's Wexler and Hawles (1983) pero a inicios de los 80's Wexler y Hawles (1983) modificó esta prueba original para determinar datos más precisos relacionados con la especialización hemisférica de la función del lenguaje. En la prueba de las palabras dicóticas fusionadas, cada participante escucha pares de palabras monosilábicas que riman consonante-vocal-consonante. Cada palabra varía en la inicial del consonante. La diferencia significante en este test es que “Los estímulos están construidos y alineados de tal manera que se produce una fusión interaural parcial: los sujetos generalmente experimentan e informan sólo un estímulo por ensayo.” De acuerdo con Zatorre (1989), algunas ventajas mayores de este método son “minimizando los factores de atención, ya que la percepción es unitaria y localizada en la línea media” y que “los efectos de la dominancia del estímulo pueden calcularse explícitamente, y se puede evaluar y eliminar su influencia en las asimetrías auditivas.” El estudio de Wexler y Hawles obtuvo una alta fiabilidad de prueba (r=0.85). Esto es bueno, porque prueba que la información recolectada del estudio es consistente.

### Probar con factores emocionales
Una versión emocional de la tarea de escucha dicótica fue desarrollada. En esta versión los individuos escuchan la misma palabra en cada oído pero la escuchan en un tono de sorpresa, felicidad, tristeza, enojo o neutral. Después se les pide a los participantes que presionen un botón indicando cuál fue el tono que ellos escucharon.
Usualmente los test de escucha dicótica muestran una ventaja en el oído derecho para los sonidos del habla. La ventaja oído derecho/hemisferio izquierdo es esperada, por la evidencia de área de broca y el área de Wernicke, los cuales están localizados en el hemisferio izquierdo. En contraste, el oído izquierdo (y por consiguiente el hemisferio derecho) A menudo es mejor en el procesamiento de material no lingüístico. Los datos de la tarea de escucha dicótica emocional son consistentes con los otros estudios, porque los participantes tienden a tener respuestas más correctas en su oído izquierdo que en el derecho. Es importante tener en cuenta que la tarea de escucha dicótica emocional es aparentemente más difícil para los participantes que la tarea de escucha dicótica fonémica. Significando más respuestas incorrectas fueron enviadas por individuos.

### Manipulación del tiempo de inicio de voz
La manipulación del tiempo de inicio de voz durante las pruebas de escucha dicótica han dado muchas ideas sobre la función cerebral. a la fecha el diseño más común es la utilización de cuatro condiciones de manipulación del tiempo de inicio de voz: pares cortos-largos, donde la sílaba consonante-vocal con una corta manipulación del tiempo de inicio de voz es presentada al oído izquierdo y una sílaba consonante-vocal con una larga manipulación del tiempo de inicio de voz es presentada al oído derecho, así como pares largo-corto, corto-corto y largo-largo. En 2006, Rimol, Eichele y Hugdahl
informó por primera vez que en adultos sanos los pares de cortas-largas provocan la REA más grande, mientras que, de hecho, los pares de largas-cortas obtienen una ventaja significativa en el oído izquierdo. Un estudio de niños de 5 a 8 años de edad mostró una trayectoria de desarrollo en la que los manipulación del tiempo de inicio de voz largos comienzan a dominar gradualmente sobre la manipulación del tiempo de inicio de voz cortos cuando se están formando pares de largos-cortos se presentan en condiciones dicóticas. La evidencia convergente de los estudios de modulación atencional del efecto de manipulación del tiempo de inicio de voz muestra que alrededor de los 9 años de edad carecen de la flexibilidad cognitiva similar a la de un adulto para ejercer un control de arriba hacia abajo sobre los procesos de abajo hacia arriba impulsados por estímulos. Arciuli et al.(2010) Además, demostró que este tipo de flexibilidad cognitiva predice la competencia en tareas complejas como la lectura.

## Neurociencia
Las pruebas de escucha dicótica también se pueden utilizar como tareas de evaluación del habla lateralizada. Los neuropsicólogos han utilizado esta prueba para explorar el papel de las estructuras neuroanatómicas singulares en la percepción del habla y la asimetría del lenguaje.Por ejemplo, Hugdahl et al. (2003), investigaron la audición dicótica y la función del lóbulo frontal en pacientes no afásicos lesionados izquierdo y derecho en comparación con los controles sanos. En el estudio, todos los grupos fueron expuestos a 36 pruebas dicóticas con pares de sílabas consonante-vocal y se le pidió a cada paciente decir qué sílaba había oído mejor. Como se esperaba, los pacientes con lesión derecha mostraron una ventaja en el oído derecho como el grupo de control sano, pero los pacientes con lesión en el hemisferio izquierdo mostraron deterioro en comparación con los pacientes con lesión derecha y el grupo control. A partir de este estudio, los investigadores concluyeron "la escucha dicótica como en un circuito neuronal que también involucra los lóbulos frontales, y que este puede ser un aspecto crítico de la percepción del habla. Similarmente, Westerhausen y Hugdahl (2008) Analizó el papel del cuerpo calloso en la escucha dicótica y la percepción del habla. Después de revisar muchos estudios, fue concluido que “La escucha dicótica debe considerarse una prueba de la interacción y la conectividad inter-hemisférica funcional, además de ser una prueba de la función del lenguaje del lóbulo temporal lateralizado" y "el cuerpo calloso está involucrado de manera crítica en el control de atención de arriba hacia abajo de la audición dicótica, por lo que tiene una Papel crítico en la lateralidad auditiva".

## Procesamiento de lenguaje
La escucha dicótica también se puede utilizar para probar la asimetría hemisférica del procesamiento del lenguaje. A principios de los años 60, Doreen Kimura informó que los estímulos verbales dicóticos (específicamente los números hablados) presentados a un participante producían una ventaja en el oído derecho (REA). Ella atribuyó la ventaja del oído derecho "a la localización del habla y al procesamiento del lenguaje en el llamado hemisferio izquierdo dominante de la corteza cerebral".: 115  Según su estudio, este fenómeno estaba relacionado con la estructura de los nervios auditivos y el dominio del lado izquierdo para el procesamiento del lenguaje. Es importante tener en cuenta que REA no se aplica a los sonidos sin habla. En "Especialización Hemisférica para la Percepción del Habla", por Studdert-Kennedy y Shankweiler (1970) examinan la escucha dicótica de los pares de sílabas CVC. Las seis consonantes de parada (b, d, g, p, t, k) se emparejan con las seis vocales y se analiza una variación de las consonantes inicial y final. REA es el más fuerte cuando el sonido de las consonantes inicial y final difieren y es el más débil cuando se cambia únicamente la vocal. Asbjornsen y Bryden (1996) afirman que "muchos investigadores han optado por utilizar pares de sílabas CV, que generalmente consisten en las seis consonantes de parada combinadas con la vocal \ a \. A lo largo de los años, se ha generado una gran cantidad de datos utilizando dicho material. "

## Atención selectiva
En los experimentos de atención selectiva podría pedirse a los participantes que repitan en voz alta el contenido del mensaje que están escuchando. Esta tarea es conocida como sombrear. Colin Cherry (1953) encontró que, la gente no recuerda bien el mensaje sombreado, lo que sugiere que la mayor parte del procesamiento necesario para ocultar el mensaje atendido ocurre en la memoria de trabajo y no está preservado en la memoria a largo plazo. El rendimiento en el mensaje desatendido es peor. Los participantes generalmente no pueden informar casi nada sobre el contenido del mensaje desatendido. De hecho a cambio del inglés al alemán en el canal desatendido frecuentemente pasa desapercibido. A pesar de esto, los participantes son capaces de reportar qué el mensaje desatendido es habla y no un contenido no verbal. En adición a esto, si el contenido del mensaje desatendido contienen cierta información, tal como el nombre de la persona que escucha, luego el mensaje desatendido es más propenso a ser recordado. Una demostración de esto fue hecho por Conway, Cowen y Bunting (2001) en el que tenían palabras sombras en un oído mientras ignoraban las palabras en el otro oído. Hasta cierto punto, el nombre del participante fue dicho en el oído ignorado, y la cuestión era si el sujeto reportaba haber oído su nombre. Los participantes con una alta memoria de trabajo fueron más capaces de bloquear la información distractora. También si el mensaje contiene palabras sexuales entonces la gente normalmente las nota inmediatamente. Esto sugiere que la información desatendida también se está analizando y las palabras clave pueden desviar la atención hacia ella.

## Diferencias sexuales
Algunos datos recopilados a partir de experimentos de prueba de escucha dicótica sugieren que posiblemente haya una diferencia de sexo en la población pequeña en las asimetrías perceptivas y auditivas y en la lateralidad del lenguaje. Según Voyer (2011), "Las tareas de escucha dicótica produjeron tamaños de efectos homogéneos independientemente del tipo de tarea (verbal, no verbal), lo que refleja una diferencia sexual significativa en la magnitud de los efectos de lateralidad, y los hombres obtienen efectos de lateralidad más grandes que las mujeres .: 245–246  " Sin embargo, los autores discuten numerosos factores limitantes que van desde el sesgo de publicación hasta el tamaño del efecto pequeño. Además, como se analiza en "Atención, confiabilidad y validez de las asimetrías perceptivas en la prueba de palabras dicóticas fusionadas" las mujeres informaron más "intrusiones" o palabras presentadas al oído sin cables que los hombres cuando se les presentaron pistas exógenas en la Tarea de palabras dicóticas fusionadas, lo que sugiere dos posibilidades: 1) Las mujeres experimentan más dificultades para prestar atención a la palabra clave que los hombres y / o 2) independientemente de la señal, las mujeres extienden su atención de manera uniforme en comparación con los hombres que posiblemente puedan concentrarse más intensamente en señales exógenas.

## Efecto de la esquizofrenia
Un estudio realizado con la prueba de audición dicótica, con énfasis en los subtipos de esquizofrenia (particularmente paranoicos e indiferenciados), demostró que los esquizofrénicos paranoides tienen la mayor ventaja del hemisferio izquierdo, con esquizofrénicos indiferenciados (donde los síntomas psicóticos están presentes pero los criterios para paranoicos, desorganizados, o los tipos catatónicos no se han cumplido) teniendo el más pequeño. La aplicación de la prueba de escucha dicótica ayudó a promover las creencias de que el procesamiento del hemisferio izquierdo preservado es un producto de la esquizofrenia paranoide y, en contraste, que la falta de actividad del hemisferio izquierdo es un síntoma de esquizofrenia indiferenciada. En 1994, MF Green y sus colegas trataron de relacionar "la integración funcional del hemisferio izquierdo en pacientes psicóticos alucinantes y no alucinantes" mediante un estudio de escucha dicótica. El estudio mostró que las alucinaciones auditivas están conectadas a un mal funcionamiento en el hemisferio izquierdo del cerebro.